# Papiro 22

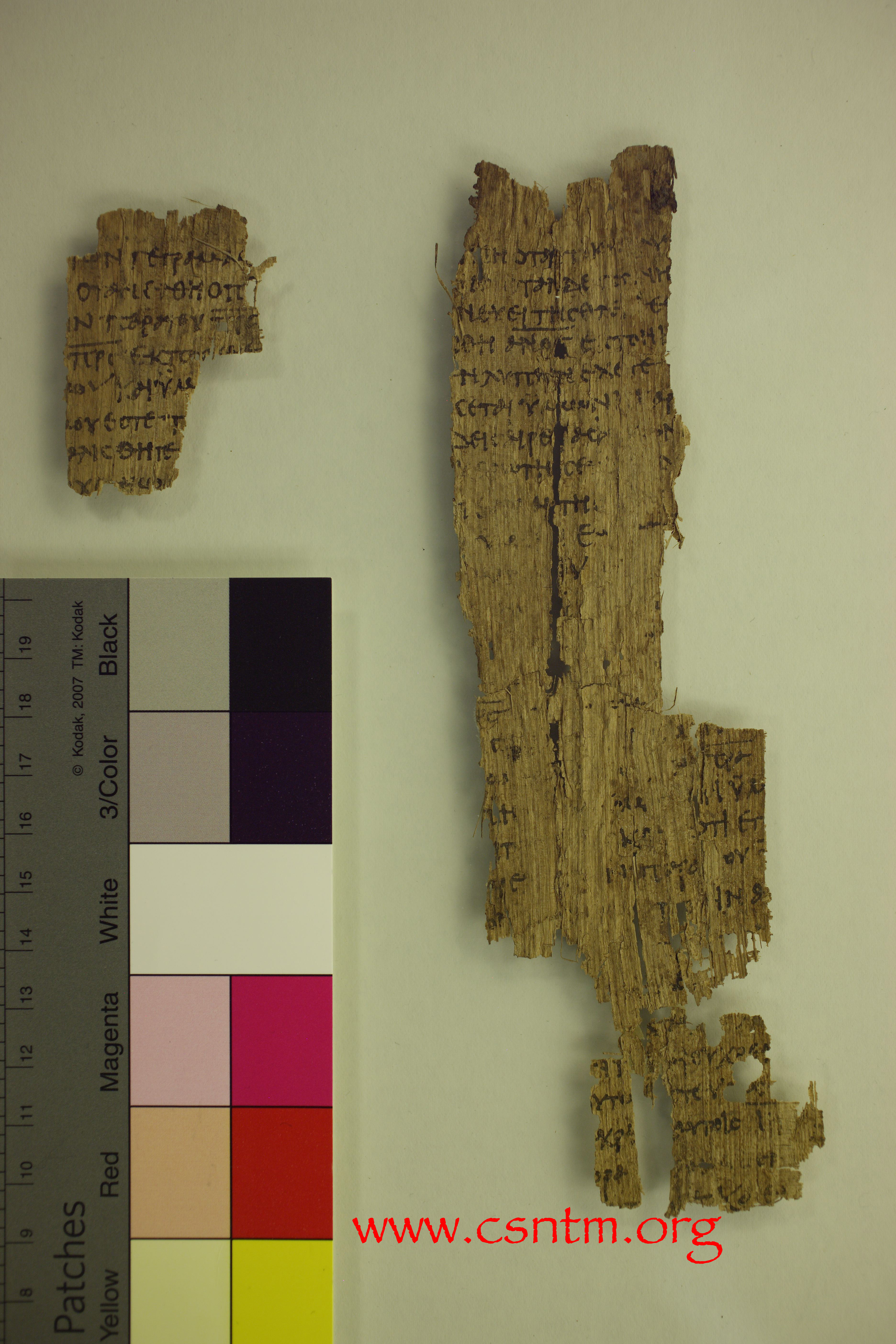
El ^{22}, contiene El Juan 15,25-16,2

El Papiro 22 (en la numeración Gregory-Aland), designado como 𝔓22, es una copia antigua del Nuevo Testamento en griego. Es un manuscrito en papiro del Evangelio según Juan, contiene únicamente Juan 15:25-16:2.21-32. El manuscrito ha sido asignado paleográficamente al siglo III.

## Descripción
Fue escrito en dos columnas consecutivas como un rollo, es uno de los cuatro manuscritos en esta forma (los demás son el {\displaystyle {\mathfrak {P}}^{12}}, {\displaystyle {\mathfrak {P}}^{13}}, {\displaystyle {\mathfrak {P}}^{18}}) El reverso está vacío, no tiene escrito. Los nombres sagrados están abreviados. No tiene marcas de puntuación.

## Texto
El texto griego de este códice es una representación del tipo textual alejandrino (más bien protoalejandrino). Aland lo describió como un texto normal y lo ubicó en la Categoría I. Este manuscrito muestra un texto independiente. También coincidencias frecuentes con el Códice Sinaítico, pero las divergencias son notables. No posee lecturas singulares. Según Schofield el fragmento representa más bien el eclecticismo de los papiros antiguos antes de la cristalización que se había producido en las familias textuales.
Este fue digitalizado por el CSNTM en el año 2008.

## Historia
El manuscrito fue descubierto en Oxirrinco por Grenfell y Hunt, ellos lo publicaron en el año 1914. En la lista de los manuscritos descubiertos en Oxirrinco se registró como el 1228.
Actualmente está guardado en la Biblioteca de la Universidad de Glasgow (MS Gen 1026) en Glasgow.

## Lectura adicional
- B. P. Grenfell & A. S. Hunt, Oxyrynchus Papyri X, (Londres 1914), pp. 14-16.